# 西未庄乡
西未庄乡，是中华人民共和国河北省邯郸市大名县下辖的一个乡镇级行政单位。

## 行政区划
西未庄乡下辖以下地区：
未庄村、大韩道一大队村、大韩道二大队村、大韩道三大队村、大韩道四大队村、小韩道村、段村、西漳河沿村、王庄村、刘窑村、闫庄村、刘军庄村、王军庄村、高马庄村、武马庄村、杨未后村、杨未前村、白水潭村、赵庄村、刘堤口村、白水村、许堤村、朱洼村、老堤南村、老堤北村、双未城村、吴未城村、苗未城村、中未城村、李未后村、李未前村、未村、刘村和东漳河沿村。